# اینتروت
اینتروت (انگلیسی: Interoute) شرکت مخابرات بریتانیایی است، که در سال ۱۹۹۵ تأسیس شد.